# Laurent Chétouane
 (août 2018).
 (août 2020).
Pour l’article homonyme, voir Chetouane.
Lauren Chétouane (né en 1973 à Soyaux) est un metteur en scène et chorégraphe français.

## Biographie
Après avoir obtenu un diplôme d’ingénieur chimiste en 1996, il poursuit un cursus en Études Théâtrales à Paris où il obtient une licence, puis part à Francfort suivre des études de mise en scène. Il travaille depuis 2001 principalement en Allemagne; ses créations théâtrales sont présentées sur les principales scènes publiques allemandes (Hambourg, Munich, Cologne, Stuttgart) ainsi qu'en France et dans toute l'Europe (Oslo, Zurich, Athènes, Vienne, Venise).
Il commence par monter surtout les grands classiques du répertoire allemand (Heiner Müller, Georg Büchner, Schiller, Goethe, Hölderlin, Brecht) et se tourne ensuite également vers la danse.
Depuis 2012, il dirige les Masters de la section Études Théâtrales de l’Institut du théâtre, du cinéma et des médias de la Goethe-Universität à Francfort et travaille en tant que professeur invité à l’Institut pour les sciences et la pratique du théâtre à Gießen, à l'université libre de Berlin, à Oslo, à Hambourg, à Leipzig et à Bochum.

## Créations
- 2006 : Iphigénie en Tauride de Goethe, Kammerspiele München
- 2007 : Ombres de Jon Fosse, Kammerspiele München
- 2007 : Ich bin Hamlet d'après William Shakespeare, Deutsches Schauspielhaus Hamburg, Schauspiel Köln
- 2007 : Tanzstück #1: Bildbeschreibung von Heiner Müller, PACT Zollverein / Berlin
- 2007 : Tanzstück #2: Antonin Artaud liest Goethes Faust 2, Sophiensale / Berlin
- 2008 : Empedokles/Fatzer de Friedrich Hölderlin / Bertolt Brecht, Schauspiel Köln
- 2008 : Faust I de Goethe, Schauspiel Köln
- 2008 : Faust II de Goethe, Deutsches Nationaltheater Weimar
- 2009 : Tanzstück #3 : Doppel / Solo / Ein Abend, PACT Zollverein / Essen
- 2009 : Tanzstück #4 : leben wollen ( zusammen ), Sophiensaele / Berlin
- 2010 : La Mort de Danton d'après Georg Büchner, Schauspiel Köln
- 2010 : Leonce et Lena d'après Georg Büchner, Nationaltheater of Greece
- 2010 : Et dukkehjem (Nora ou une maison de poupée) de Henrik Ibsen, Nationaltheatret Oslo
- 2010 : Outrage au public (Publikumsbeschimpfung) de Peter Handke, Theater am Neumarkt, Zurich
- 2011 : Horizon(s), Tanzquartier / Vienne
- 2011 : Hommage an das Zaudern, Tanzquartier / Vienne
- 2012 : Le tremblement de terre au Chili de Heinrich von Kleist, Schauspiel Köln (Halle Kalk)
- 2012 : Auf Kolonos. Ein Wolfgang Rihm-Projekt, Badisches Staatstheater, Karlsruhe
- 2012 : O, Festival d’Avignon
- 2012 : Sacré Sacre du Printemps, Ruhrtriennale/Pact Zollverein / Essen
- 2013 : M!M
- 2014 : 15 Variationen über das Offene
- 2014 : Solo with R / Perspective (s), Biennale Venezia Danza 2014
- 2014 : BACH/PASSION/JOHANNES, Kampnagel / Hamburg
- 2015 : Considering / Accumulations, HAU Hebbel am Ufer / Berlin
- 2015 : Gravities, Biennale / Venise
- 2015 : SOLI, deSingel / Antwerpen
- 2016 : Je(u), Spider Festival 2016 / Ljubljana
- 2016 : KHAOS, HAU Hebbel am Ufer / Berlin